# 冴島奈緒
冴島奈緒（1968年3月23日—2012年9月29日），身高：158公分、B型、B：83公分、W：54公分、H：83公分，日本AV女優、歌手、女優及實業家。於東京都千代田区出身。她於1991年引退，去美國當模特兒，後來當起實業家，也撰文出書。她於2007年被診斷罹患癌症，2012年9月29日去世。

## 外部連結
- 公式ウェブサイト（页面存档备份，存于）
- 本人によるブログ（更新休止中）（页面存档备份，存于）
- 本人によるブログ（页面存档备份，存于）
- 冴島奈緒的X（前Twitter）